# Носэ, Сэйки
Сэйки Носэ (яп. 野瀬 清喜; род. 10 августа 1952, Агано, Ниигата) — японский дзюдоист, чемпион и призёр чемпионатов Японии, чемпион Азии, призёр чемпионатов мира, бронзовый призёр летних Олимпийских игр 1984 года в Лос-Анджелесе.

## Карьера
Выступал в полусредней (до 80 кг) и средней (до 86 кг) весовых категориях. Чемпион (1980—1984 годы), серебряный (1977) и бронзовый (1975, 1976, 1978) призёр чемпионатов Японии. Победитель и призёр многих престижных международных турниров. В 1981 году стал победителем международного турнира памяти Дзигоро Кано в Токио. Серебряный (1981) и бронзовый (1983) призёр чемпионатов мира. На Олимпиаде 1984 года в Лос-Анджелесе завоевал бронзовую медаль Олимпиады.
Наставник дзюдоистки Ацуко Нагаи.